# Halowe Mistrzostwa Europy w Lekkoatletyce 1981 – pchnięcie kulą kobiet
Pchnięcie kulą kobiet – jedna z konkurencji technicznych rozgrywanych podczas halowych lekkoatletycznych mistrzostw Europy w Palais des Sports w Grenoble. Rozegrano od razu finał 21 lutego 1981. Zwyciężyła reprezentantka Niemieckiej Republiki Demokratycznej Ilona Slupianek, która była już mistrzynią w tej konkurencji w 1979. Tytułu zdobytego na poprzednich mistrzostwach nie obroniła Helena Fibingerová z Czechosłowacji, która tym razem wywalczyła srebrny medal. Wyniki reprezentantki Związku Radzieckiego Nunu Abaszydze, która pierwotnie zajęła 4. miejsce, zostały anulowane z powodu wykrycia w jej organizmie niedozwolonej substancji

## Rezultaty

### Finał
Rozegrano od razu finał, w którym wzięło udział 10 zawodniczek.

Opracowano na podstawie materiału źródłowego.
| Poz. | Zawodniczka        | Reprezentacja   | Próby | Próby | Próby | Próby | Próby | Próby | Wynik | Uwagi |
| Poz. | Zawodniczka        | Reprezentacja   | 1     | 2     | 3     | 4     | 5     | 6     | Wynik | Uwagi |
| ---- | ------------------ | --------------- | ----- | ----- | ----- | ----- | ----- | ----- | ----- | ----- |
| 01 ! | Ilona Slupianek    | NRD             | 20,11 | 20,77 | x     | 20,23 | 19,33 | 19,45 | 20,77 |       |
| 02 ! | Helena Fibingerová | Czechosłowacja  | 19,65 | 20,64 | 19,76 | 18,94 | 19,27 | 20,07 | 20,64 |       |
| 03 ! | Helma Knorscheidt  | NRD             | 18,53 | 20,09 | 19,67 | 20,12 | 19,44 | 18,92 | 20,12 |       |
| 4.   | Venissa Head       | Wielka Brytania | 16,14 | x     | 16,72 | 17,65 | 16,46 | 17,10 | 17,65 |       |
| 5.   | Soultana Saroudi   | Grecja          | 17,31 | 16,89 | 17,17 | 17,28 | 17,44 | 17,44 | 17,44 |       |
| 6.   | Tuula Kivi         | Finlandia       |       |       |       |       |       |       | 16,77 |       |
| 7.   | Léone Bertimon     | Francja         |       |       |       |       |       |       | 16,59 |       |
| 8.   | Angela Littlewood  | Wielka Brytania |       |       |       |       |       |       | 16,50 |       |
| 9.   | Simone Créantor    | Francja         |       |       |       |       |       |       | 15,98 |       |
| 4.   | Nunu Abaszydze     | ZSRR            | 17,88 | 18,50 | x     | x     | 18,19 | x     | 18,50 | DQ    |